# Campionati italiani maschili assoluti di atletica leggera 1930
I XXI campionati italiani assoluti di atletica leggera si sono tenuti a Udine, presso lo stadio Moretti, che aveva uno sviluppo di 500 metri, dal 26 al 27 luglio 1930. Furono assegnati 23 titoli in altrettante discipline, tutti in ambito maschile, ai quali si aggiunsero altri sette titoli assegnati in date e luoghi differenti.
Il titolo della mezza maratona fu assegnato a Savona il 25 maggio, mentre quello della maratonina di marcia (25 km) a Sulmona il 3 agosto. Il 24 agosto si tenne la gara di marcia 50 km a Salsomaggiore e il 14 settembre quella della maratona con partenza a Gorizia e arrivo a Udine. Le gare del pentathlon e della staffetta 4×1500 metri si disputarono il 12 ottobre a Bologna, mentre quella del decathlon il 25-26 ottobre a Genova.
Molti atleti iscritti alle gare di Udine rinunciarono alla partecipazione a causa del costo eccessivo dei biglietti ferroviari per raggiungere la città friulana. In concomitanza con questo campionato in Sardegna si disputarono dei campionati regionali, in quanto gli atleti dell'isola decisero di non recarsi in Friuli.

## Risultati

### Le gare del 26-27 luglio a Udine
| Specialità              | Oro                                                                           | Prestazione | Argento                                                     | Prestazione            | Bronzo                                        | Prestazione            |
| Corse                   |                                                                               |             |                                                             |                        |                                               |                        |
| 100 m                   | Edgardo Toetti Sport Club Italia                                              | 10"3/5      | Fulvio Gesa Associazione Sportiva Ambrosiana Milano         | 11"0                   | Elio Ragni Sport Club Italia                  | a spalla               |
| 200 m                   | Ruggero Maregatti Associazione Sportiva Ambrosiana Milano                     | 21"3/5      | Giuseppe Castelli Associazione Sportiva Ambrosiana Milano   | 21"4/5                 | Alberto D'Agostino SEF Virtus Bologna         | 21"9                   |
| 400 m                   | Luigi Facelli Associazione Sportiva Ambrosiana Milano                         | 51"4/5      | Ugo Vianello Associazione Sportiva Ambrosiana Milano        | 52"1/5                 | Manfredo Giacomelli ASSI Giglio Rosso         | 52"2/5                 |
| 800 m                   | Mario Tugnoli SEF Virtus Bologna                                              | 1'58"0      | Umberto Cerati Sport Club Italia                            | 1'58"2/5               | Giuseppe Gordini SEF Virtus Bologna           | 2'02"2/5               |
| 1500 m                  | Luigi Beccali Società Ginnastica Pro Patria Milano                            | 4'09"2/5    | Umberto Cerati Sport Club Italia                            | 4'13"1/5               | Medaglia non assegnata                        | Medaglia non assegnata |
| 5000 m                  | Nello Bartolini ASSI Giglio Rosso                                             | 15'38"3/5   | Luigi Frola Gruppo Sportivo Fiat Torino                     | 15'53"0                | Giuseppe Venturi Bologna Sportiva             | 15'55"2/5              |
| 10 000 m                | Giuseppe Robino Gruppo Sportivo Fiat Torino                                   | 32'36"3/5   | Luigi Rossini ASSI Giglio Rosso                             | 33'34"4/5              | Spartaco Morelli Gruppo Sportivo Caproni      | 34'37"4/5              |
| 110 m hs                | Luigi Facelli Associazione Sportiva Ambrosiana Milano                         | 15"4/5      | Riccardo Buratti Associazione Sportiva Ambrosiana Milano    | 16"2/5                 | Plinio Palmano Associazione Sportiva Udinese  | 16"3/5                 |
| 400 m hs                | Luigi Facelli Associazione Sportiva Ambrosiana Milano                         | 58"0        | Plinio Palmano Associazione Sportiva Udinese                | 58"2/5                 | Emilio Mori GUF Torino                        | 58"3/5                 |
| 3000 m siepi            | Angelo Davoli Gruppo Sportivo Nafta Genova                                    | 10'15"4/5   | Riccardo Pavon OND Cellina Venezia                          | 10'33"1/5              | Giuseppe Gordini SEF Virtus Bologna           | 10'47"1/5              |
| Marcia 5000 m           | Mario Di Salvo Dopolavoro ATAG Roma                                           | 22'56"1/5   | Armando Tercovich 5ª legione MVSN Trieste                   | 23'03"1/5              | Luigi Bosatra Sport Club Italia               | n/d                    |
| Staffetta 4×100 m       | Sport Club Italia Alberto Gnecchi Fulvio Gesa Elio Ragni Edgardo Toetti       | 43"1/5      | AS Ambrosiana Milano                                        | 43"2/5                 | Sport Club Italia (squadra B)                 | 46"0                   |
| Staffetta 4×400 m       | AS Ambrosiana Milano Giordano Cumar Ettore Falconi Ugo Vianello Luigi Facelli | 3'38"4/5    | Medaglie non assegnate                                      | Medaglie non assegnate | Medaglie non assegnate                        | Medaglie non assegnate |
| Salti                   |                                                                               |             |                                                             |                        |                                               |                        |
| Salto in alto           | Edgardo Degli Esposti SEF Virtus Bologna                                      | 1,75 m      | Lamberto Cicconi ASSI Giglio Rosso                          | 1,75 m                 | Pio Pacchioni Gruppo Sportivo Fascista Rovigo | 1,75 m                 |
| Salto in alto da fermo  | Santo Bruni Forza e Costanza Brescia                                          | 1,45 m      | Virgilio Tommasi Fondazione Bentegodi Verona                | 1,40 m                 | Angelo Tommasi Fondazione Bentegodi Verona    | 1,40 m                 |
| Salto con l'asta        | Danilo Innocenti ASSI Giglio Rosso                                            | 3,50 m      | Giacinto Lambiasi Forti e Liberi Monza                      | 3,40 m                 | Bruno Ghini Renato Serra Cesena               | 3,40 m                 |
| Salto in lungo          | Arturo Maffei ASSI Giglio Rosso                                               | 7,05 m      | Virgilio Tommasi Fondazione Bentegodi Verona                | 6,86 m                 | Guido Cortopassi ASSI Giglio Rosso            | 6,715 m                |
| Salto in lungo da fermo | Santo Bruni Forza e Costaza Brescia                                           | 3,02 m      | Virgilio Tommasi Fondazione Bentegodi Verona                | 2,93 m                 | Alberto Gnecchi Sport Club Italia             | 2,895 m                |
| Salto triplo            | Plinio Palmano Associazione Sportiva Udinese                                  | 13,935 m    | Luigi Facelli Associazione Sportiva Ambrosiana Milano       | 13,575 m               | Anello Benazzi Bologna Sportiva               | 12,86 m                |
| Lanci                   |                                                                               |             |                                                             |                        |                                               |                        |
| Getto del peso          | Albino Pighi Fondazione Bentegodi Verona                                      | 13,21 m     | Natale Mosca Sport Club Italia                              | 12,89 m                | Luigi Ponzoni Modena Sportiva                 | 12,18 m                |
| Lancio del disco        | Albino Pighi Fondazione Bentegodi Verona                                      | 42,43 m     | Luigi Ponzoni Modena Sportiva                               | 40,67 m                | Natale Mosca Sport Club Italia                | 39,89 m                |
| Lancio del martello     | Armando Poggioli Associazione Sportiva La Fratellanza 1874                    | 46,45 m     | Fernando Vandelli Associazione Sportiva La Fratellanza 1874 | 44,68 m                | Luigi Tullio Carpi Gruppo Sportivo Pegliese   | 40,07 m                |
| Lancio del giavellotto  | Alberto Dominutti Fondazione Bentegodi Verona                                 | 56,80 m     | Mario Agosti Cotonificio Veneziano Pordenone                | 54,00 m                | Luigi Lazzari Sport Club Italia               | 47,18 m                |

### La mezza maratona del 25 maggio a Savona
| Specialità             | Oro                             | Prestazione | Argento                                               | Prestazione | Bronzo                                   | Prestazione |
| Mezza maratona (20 km) | Luigi Rossini ASSI Giglio Rosso | 1h08'40"    | Giovanni Balbusso Compagnia Generale Elettrica Milano | 1h08'50"    | Stefano Natale Club Sportivo Audace Roma | 1h09'20"    |

### La maratonina di marcia del 3 agosto a Sulmona
| Specialità   | Oro                                          | Prestazione | Argento                                      | Prestazione | Bronzo                                                | Prestazione |
| Marcia 25 km | Francesco Pretti Gruppo Sportivo Fiamme Nere | 2h09'37"    | Mario Serra Associazione Sportiva Trastevere | 2h12'40"    | Donato Pavesi Gruppo Sportivo Benito Mussolini Milano | 2h15'53"    |

### La marcia 50 km del 24 agosto a Salsomaggiore
| Specialità   | Oro                                          | Prestazione | Argento                          | Prestazione | Bronzo                                         | Prestazione |
| Marcia 50 km | Francesco Pretti Gruppo Sportivo Fiamme Nere | 5h03'43"    | Mario Brignoli Sport Club Italia | 5h12'18"    | Ettore Rivolta Società Ginnastica Comense 1872 | 5h15'28"    |

### La maratona del 14 settembre a Gorizia-Udine
| Specialità           | Oro                                      | Prestazione | Argento                                           | Prestazione | Bronzo                       | Prestazione |
| Maratona (42,750 km) | Stefano Natale Club Sportivo Audace Roma | 3h01'49"2/5 | Antonio Di Chello Società Sportiva Pro Piedimonte | 3h10'27"2/5 | Cesare Chiusa Robur Piacenza | 3h15'38"0   |

### Il pentathlon e la staffetta 4×1500 metri del 12 ottobre a Bologna
| Specialità         | Oro                                                                         | Prestazione | Argento                                                            | Prestazione | Bronzo                                                                | Prestazione            |
| Pentathlon         | Giacomo Carlini Gruppo Sportivo Nafta Genova                                | 3610,980 p. | Mario Crespi Pro Patria Milano                                     | 3116,235 p. | Medaglia non assegnata                                                | Medaglia non assegnata |
| Staffetta 4×1500 m | ASSI Giglio Rosso Scarpellini Euclide Svampa Nello Bartolini Giuseppe Lippi | 17'02"0     | SEF Virtus Bologna Martelli Testoni Giuseppe Gordini Mario Tugnoli | 17'24"0     | Bologna Sportiva Giuseppe Venturi Giorgio Nannetti N. Nannetti Marini | 17'30"2/5              |

### Il decathlon del 25-26 ottobre a Genova
| Specialità | Oro                                          | Prestazione | Argento                                     | Prestazione | Bronzo                                       | Prestazione |
| Decathlon  | Giacomo Carlini Gruppo Sportivo Nafta Genova | 7237,550 p. | Francesco Tabai Unione Ginnastica Goriziana | 5749,725 p. | Eletto Contieri Società Ginnastica Triestina | 5562,070 p. |